# Clerodendrum sylvae
Clerodendrum sylvae là một loài thực vật có hoa trong họ Hoa môi. Loài này được Adain mô tả khoa học đầu tiên năm 1974.